# 三宅義夫
三宅 義夫（みやけ よしお、1916年12月14日 - 1996年10月19日）は、日本の経済学者。マルクス経済学における金融論専攻。元立教大学名誉教授。元経済理論学会代表幹事。
立教大学では山本二三丸（景気論専攻）、小林昇（経済学史専攻）らと並び戦後の経済学部を引っ張ることとなったが、このことは立教大学経済学部にマルクス経済学講座派の牙城を築くこととなり、欧米の主流派経済学の導入を妨げる一因となった。
経済学への貢献と言う観点から見ると、マルクス資本論３巻の理解を基にした、貨幣の本質や信用論の深化が挙げられる。一部にではあるが資本論への回帰が叫ばれている。

## 略歴
- 1933年 朝鮮龍山中学校第4学年修了
- 1936年 静岡高等学校卒業
- 1940年 東京帝国大学卒業。第一銀行入行（-1949年3月）
- 1949年 立教大学経済学部助教授
- 1956年 立教大学経済学部教授
- 1960年 経済学博士（立教大学）
- 1965年 4月、経済学部長（-1969年3月）
- 1973年 経済理論学会代表幹事（-1975年）[3]
- 1982年 立教大学定年退職、大東文化大学教授。7月、立教大学名誉教授

## 著書
- 『貨幣信用論研究』（未來社、1956年）
- 『金融論』（有斐閣、1966年、新版1981年）
- 『金』（岩波新書、1968年）
- 『マルクス信用論体系』（日本評論社、1970年）
- 『国際通貨体制と円』（青木書店、1971年）
- 『マルクス・エンゲルス／イギリス恐慌史論』（上・下、大月書店、1974年）